# العلاقات البلغارية السويسرية
العلاقات البلغارية السويسرية هي العلاقات الثنائية التي تجمع بين بلغاريا وسويسرا.

## مقارنة بين البلدين
هذه مقارنة عامة ومرجعية للدولتين:
| وجه المقارنة                                              | بلغاريا                                                                             | سويسرا                                                                                      |
| --------------------------------------------------------- | ----------------------------------------------------------------------------------- | ------------------------------------------------------------------------------------------- |
| المساحة (كم2)                                             | 110.99 ألف                                                                          | 41.28 ألف                                                                                   |
| عدد السكان (نسمة)                                         | 7.08 مليون                                                                          | 8.21 مليون                                                                                  |
| الكثافة السكانية (ن./كم²)                                 | 63.79                                                                               | 198.89                                                                                      |
| العاصمة                                                   | صوفيا                                                                               | برن                                                                                         |
| اللغة الرسمية                                             | اللغة البلغارية                                                                     | اللغة الألمانية، اللغة الإيطالية، لغة فرنسية، اللغة الرومانشية، الألمانية السويسرية الموحدة |
| العملة                                                    | ليف بلغاري                                                                          | فرنك سويسري                                                                                 |
| الناتج المحلي الإجمالي (بليون دولار)                      | 56.83 مليار                                                                         | 678.89 مليار                                                                                |
| الناتج المحلي الإجمالي (تعادل القوة الشرائية) بليون دولار | 130.99 مليار                                                                        | 518.07 مليار                                                                                |
| الناتج المحلي الإجمالي الاسمي للفرد دولار أمريكي          | 8.03 ألف                                                                            | 80.94 ألف                                                                                   |
| الناتج المحلي الإجمالي للفرد دولار أمريكي                 | 17.21 ألف                                                                           | 59.54 ألف                                                                                   |
| مؤشر التنمية البشرية                                      | 0.782                                                                               | 0.930                                                                                       |
| رمز المكالمات الدولي                                      | +359                                                                                | +41                                                                                         |
| رمز الإنترنت                                              | .bg، .бг ‏                                                                           | .ch، .swiss ‏                                                                                |
| المنطقة الزمنية                                           | ت ع م+02:00، ت ع م+03:00، أوروبا/صوفيا ‏، توقيت شرق أوروبا، توقيت شرق أوروبا الصيفي ‏ | توقيت وسط أوروبا، ت ع م+01:00، ت ع م+02:00، أوروبا/زيورخ ‏                                   |

## مدن متوأمة
في ما يلي قائمة باتفاقيات التوأمة بين مدن بلغارية وسويسرية:
- ترتبط تريافنا مع Brienz [الإنجليزية]‏ باتفاقية توأمة.
- ترتبط Teteven [الإنجليزية]‏ مع Frutigen [الإنجليزية]‏ باتفاقية توأمة.
- ترتبط غابروفو مع ثون باتفاقية توأمة منذ 2002.[19][20][21][22]
- ترتبط دوبريتش مع شافهاوزن باتفاقية توأمة.
- ترتبط برنيك مع لوزان باتفاقية توأمة منذ 1 أكتوبر 2004.[23][24][25][26]

## منظمات دولية مشتركة
يشترك البلدان في عضوية مجموعة من المنظمات الدولية، منها:
| علم المنظمة | اسم المنظمة                               | تاريخ انضمام بلغاريا | تاريخ انضمام سويسرا |
| ----------- | ----------------------------------------- | -------------------- | ------------------- |
|             | مؤسسة التمويل الدولية                     | 22 يوليو 1991        | 29 مايو 1992        |
|             | مجموعة أستراليا                           | 2001                 | 1987                |
|             | يونسكو                                    | 17 مايو 1956         | 28 يناير 1949       |
|             | مجموعة الموردين النوويين                  | ?                    | ?                   |
|             | نظام تحكم تكنولوجيا القذائف               | 2004                 | 1992                |
|             | المركز الدولي لتسوية المنازعات الاستشارية | 13 مايو 2001         | 14 يونيو 1968       |
|             | وكالة ضمان الاستثمار متعدد الأطراف        | 23 سبتمبر 1992       | 12 أبريل 1988       |
|             | منظمة حظر الأسلحة الكيميائية              | ?                    | ?                   |
|             | الاتحاد الدولي للاتصالات                  | 18 سبتمبر 1880       | 1866                |
|             | الأمم المتحدة                             | 14 ديسمبر 1955       | 10 سبتمبر 2002      |
|             | منظمة الشرطة الجنائية الدولية             | ?                    | ?                   |
|             | البنك الدولي للإنشاء والتعمير             | 25 سبتمبر 1990       | 29 مايو 1992        |
|             | منظمة الأمن والتعاون في أوروبا            | 25 يونيو 1973        | 25 يونيو 1973       |
|             | الاتحاد البريدي العالمي                   | ?                    | ?                   |
|             | منظمة التجارة العالمية                    | 1 ديسمبر 1996        | ?                   |
|             | الفريق المعني برصد الأرض                  | ?                    | ?                   |
|             | المنظمة الأوروبية لسلامة الملاحة الجوية   | 1997                 | 1992                |
|             | مجلس أوروبا                               | 7 مايو 1992          | ?                   |

## أعلام
هذه قائمة لبعض الشخصيات التي تربطها علاقات بالبلدين:
- إلياس كانيتي (25 يوليو 1905[35][36][37] – 14 أغسطس 1994[35][36][37])
- داميان فيلتشيف (سياسي بلغاري، 20 فبراير 1883 – 25 يناير 1954)

## وصلات خارجية
- موقع وزارة الخارجية البلغارية
- موقع وزارة الخارجية السويسرية